# Niccolò da Conti

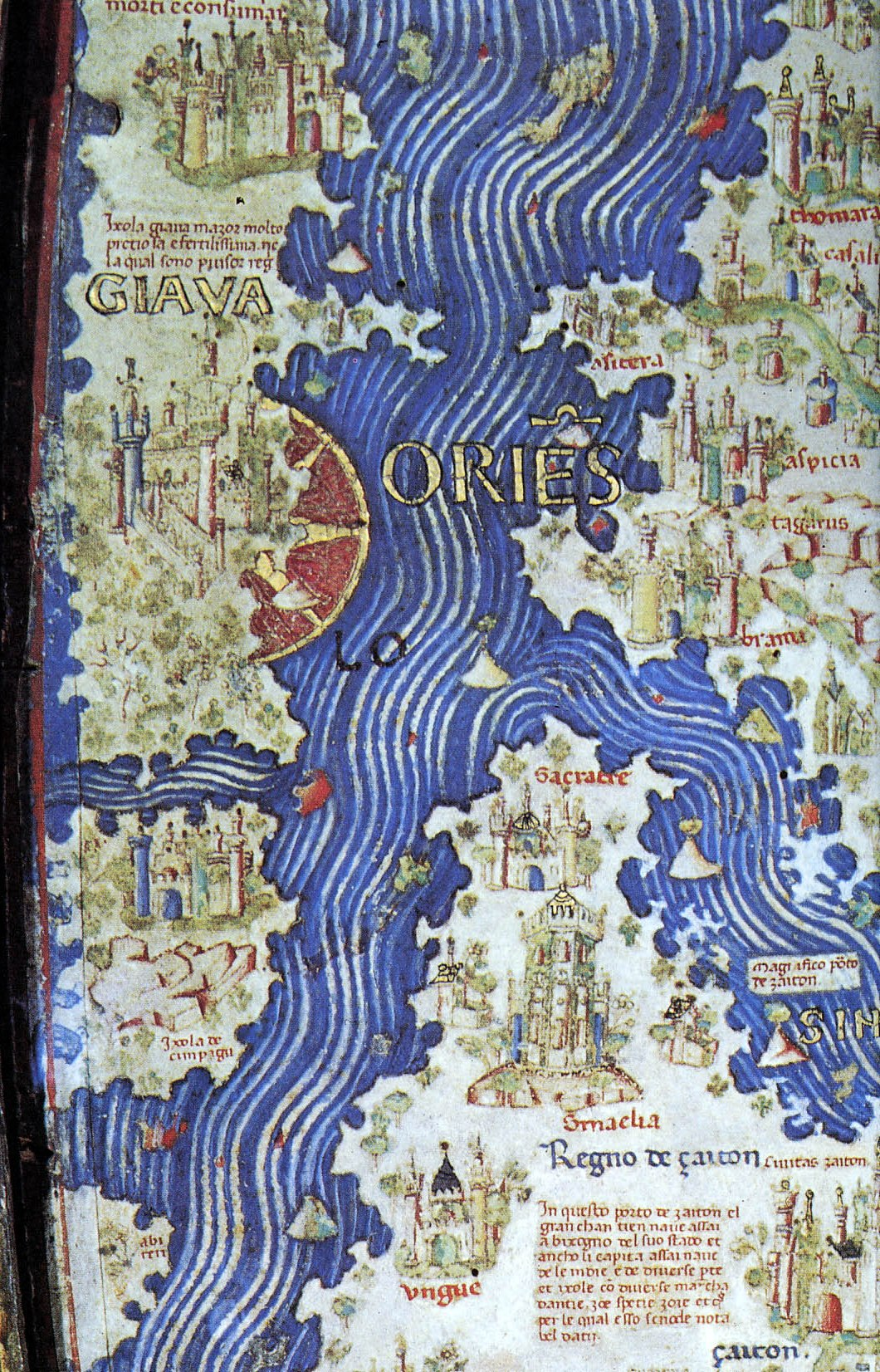
Het door Da Conti beschreven eiland Java op de wereldkaart van Fra Mauro

Niccolò da Conti of Niccolò de' Conti (Chioggia, 1395–1469) was een Venetiaanse handelaar en ontdekkingsreiziger uit de vijftiende eeuw. Hij trok vijfentwintig jaar lang rond door Azië. Na zijn terugkeer in Italië werden zijn reisverhalen opgetekend door de pauselijke secretaris Poggio Bracciolini. De door Da Conti verstrekte geografische informatie over Zuid-Azië oefenden een belangrijke invloed uit op het Europese beeld van de wereld aan de vooravond van het tijdperk van de grote ontdekkingen. 

## Niccolò da Conti's verblijf in Azië
Na het uiteenvallen van het Mongoolse Rijk werd het voor Europese reizigers steeds lastiger om – in de voetsporen van Marco Polo – de Zijderoute te bereizen. De Venetiaan Niccolò da Conti vormde een uitzondering op deze regel. Deze koopman was in Damascus actief in de specerijenhandel toen hij tussen 1414 en 1420 besloot om de herkomst van deze waardevolle producten te gaan onderzoeken. Via Bagdad en het eiland Hormuz in de Perzische Golf kwam hij terecht in Calacatia, een handelscentrum aan de Perzische kust. Hier leerde Da Conti Perzisch, nadat hij zich in Damascus al het Arabisch eigen had gemaakt. In gezelschap van enkele Perzische kooplieden trok Niccolò da Conti verder naar Cambay in India. 
In het zuiden van India reisde Da Conti landinwaarts door het Vijayanagararijk naar Mylapore aan de Indiase oostkust. Volgens de traditie van de Thomaschristenen was dit de begraafplaats van de apostel Thomas. Vergezeld door zijn Indiase vrouw stak Niccolò da Conti de Golf van Bengalen over naar Sumatra (een belangrijke producent van peper en goud) en Tenasserim op het Maleisisch schiereiland. In Birma voer Da Conti de Irrawaddy op naar Pegu. Ook bezocht hij de delta van de Ganges. Verder oostwaarts trekkend deed Da Conti nog Java en Champa in Vietnam aan. In zijn verslag aan Poggio Bracciolini vermeldde Da Conti dat vijftien dagen zeilen ten oosten van Java de legendarische specerijeilanden lagen. Op deze eilanden waren nootmuskaat, kruidnagelen en veelkleurige papegaaien te vinden. Ten oosten van deze eilanden zou de zee niet meer bevaarbaar zijn door aanhoudende stormen.
Via Ceylon en de kust van Malabar keerde Niccolò da Conti terug in Cambay. Hij stak de Arabische Zee over en voer vanuit Aden over de Rode Zee naar Djedda, de havenstad van Mekka. Daar werd hij gedwongen zich tot de islam te bekeren. Da Conti nam de karavaanroute door de woestijn naar de Sinaï en Caïro. In Egypte overleden zijn vrouw en twee van zijn vier kinderen aan een epidemie. In 1444 kwam Niccolò da Conti aan in zijn thuisstad Venetië.

## Het reisverslag
Om absolutie voor zijn bekering tot de islam te verkrijgen vroeg Niccolò da Conti audiëntie aan bij paus Eugenius IV. Deze verbleef in Florence waar onderhandelingen plaatsvonden over een hereniging van de Rooms-Katholieke Kerk en de Grieks-Orthodoxe Kerk. De Byzantijnse keizer Johannes VIII Palaiologos zocht steun in het westen om de opmars van de Ottomanen tegen Constantinopel te stuiten en was bereid om in ruil daarvoor het Oosters Schisma ongedaan te maken. Vertegenwoordigers van de verschillende kerken verzamelden zich op het Concilie van Ferrara-Florence voor de uiteindelijk vruchteloze onderhandelingen over de hereniging. Behalve uit het Byzantijnse Rijk waren ook afgezanten van de Russische en de Ethiopische kerken aanwezig. De aanwezigheid van zoveel geleerden uit verschillende windstreken in Florence was een vruchtbare voedingsbodem voor een uitwisseling van geografische kennis. Prominente deelnemers aan dit debat waren de Byzantijnse geleerde Plethon, die de westerlingen bekend maakte met de Romeinse geograaf Strabo, en de Florentijnse geograaf Paolo Toscanelli.
Op dit conclaaf kreeg Niccolò da Conti een warm onthaal. Zijn verhaal bevestigde de eerdere berichten van Marco Polo en gaf nieuwe geloofwaardigheid aan diens boek Il Milione. Het leek erop dat Niccolò da Conti aan het einde van de wereld de langgezochte specerijeneilanden had gevonden. Zijn onthulling dat in die contreien de zeelieden navigeerden aan de hand van de sterren van de zuidelijke hemel gaf aan dat de tropen wel degelijk bewoonbaar waren, in tegenstelling tot wat bijvoorbeeld Aristoteles in zijn Meteorologica beweerde. 
Paus Eugenius gaf Niccolò da Conti de opdracht om als boetedoening voor het verzaken van zijn geloof zijn relaas te laten optekenen door zijn secretaris Poggio Bracciolini. Deze vooraanstaande humanist had ten tijde van het Concilie van Konstanz (1414-1418) naam gemaakt door belangrijke antieke teksten op te sporen in de kloosters van Noord-Europa. Poggio Bracciolini publiceerde het verhaal van Niccolò da Conti in het vierde boek van zijn werk De varietate fortunae (1447). Poggio Bracciolini nam Da Conti's verslag niet letterlijk over, maar pikte er de zaken uit die hij van belang vond. Hij poogde de empirische bevindingen van de Venetiaanse koopman te verenigen met de overgeleverde kennis van de Oudheid en de berichten van recente reizigers. De zinsnede dat Niccolò da Conti verder was gereisd dan de admiraal van Alexander de Grote is hier een voorbeeld van.
Een intrigerend detail in Poggio Bracciolini's boek is een terloopse beschrijving van enorme schepen in Indië. Deze zouden tot 2000 ton meten, vijf masten bezitten en waarvan het ruim was opgedeeld in waterdichte compartimenten, zodat ze feitelijk onzinkbaar waren. Deze beschrijving lijkt te verwijzen naar de reusachtige jonken uit de vloot van Zheng He. Deze Chinese eunuch leidde in de periode tussen 1405 en 1433 zeven grote vlootexpedities naar de gebieden rondom de Indische Oceaan. Dit is echter de enige aanwijzing dat Niccolò da Conti bekend was met de Chinese armada's.

## Invloed op latere ontdekkingsreizen
Het boek van Poggio Bracciolini was een groot succes in het Europa van de vijftiende eeuw; er zijn tientallen manuscripten van bewaard gebleven. Paus Pius II gebruikte het als een bron voor zijn wereldbeschrijving Historia Rerum ubique Gestarum (1477). Bekend is dat Christoffel Columbus via dat werk bekend was met de reizen van  Niccolò da Conti. Andere bekende bezitters van De varietate fortunae waren de Italiaanse Azië-reiziger Ludovico di Varthema en Antonio Pigafetta, de kroniekschrijver op de expeditie van Ferdinand Magellaan. 
De invloed van Niccolò da Conti is ook terug te vinden in de Fra Mauro-wereldkaart (1459), die in opdracht van Hendrik de Zeevaarder werd vervaardigd door Da Conti's stadgenoot fra Mauro. Op deze prestigieuze kaart zijn de beschrijvingen van de Ganges en de Irrawaddy duidelijk ontleend aan Da Conti, terwijl de beschrijvende tekst bij het specerijeneiland Bandan zelfs letterlijk is overgenomen uit De varietate fortunae. 